# The Border
The Border is een Amerikaanse misdaadfilm uit 1982 onder regie van Tony Richardson.

## Verhaal
Charlie Smith is een agent uit Los Angeles die wordt overgeplaatst naar de grenspolitie van El Paso. Daar moet hij de dagelijkse toestroom van illegale vluchtelingen indijken. Hij overtreedt de wet om een jonge Mexicaanse vrouw te helpen, wier kind werd ontvoerd in opdracht van een kinderloos echtpaar.

## Rolverdeling
| Acteur           | Personage     |
| ---------------- | ------------- |
| Jack Nicholson   | Charlie Smith |
| Harvey Keitel    | Cat           |
| Valerie Perrine  | Marcy         |
| Warren Oates     | Red           |
| Elpidia Carrillo | Maria         |
| Shannon Wilcox   | Savannah      |
| Manuel Viescas   | Juan          |
| Jeff Morris      | J.J.          |
| Mike Gomez       | Manuel        |
| Dirk Blocker     | Beef          |
| Lonny Chapman    | Andy          |
| Stacey Pickren   | Hooker        |
| Floyd Levine     | Lou           |
| James Jeter      | Frank         |
| Alan Fudge       | Hawker        |